# Лазар Савић
Лазар Савић (1797 —  Земун, 27. септембар 1864) био је српски парох у Земуну из 19. века. 

## Порекло
Његова породица била је из Вишњице код Београда, ту се његов отац Атанасије родио 1761. године. Атанасија је отац као дечака послао у Земун на школовање и занат, а потом је тамо остао и радио као кабаничар. Недуго потом почео је рат између Аустрије и Турске (1788-1790) због кога су сви, па и Атанасије тешко живели. Након рата успео је да поново настави свој рад и занат и недуго потом оженио се Аном из Ирига. Са Аном је имао шест синова Јована, Михајла, Ђорђа, Стевана, Василија и Лазара.
Када је у букнуо устанак против Дахија Атанасије прелази са породицом у Србију где ће се прикључити устаницима. Када је 1813. године устанак запао у кризу, Атанасије ће прећи у Срем заједно са породицом. Лазару је тада било око шеснаест година. Атанасије после ових догађаја није наставио са занатом, већ је отворио крчму, али је ипак Лазара послао на школовање.

## Образовање и каријера
Лазар је у Земуну завршио српске, грчке и немачке школе, а потом је у Карловцима завршио богословију око 1819. године. По тадашњем обичају дијецезин је богословима одређивао за кога ће се оженити, а пошто је Лазар желео да добије парохију, убрзо су га оженили Фемијом Ускоковић, која је била рођака жене генерала Клајића, који је командовао у Варадину. Након женидбе добио је горњоварошку парохију у Земуну и на том положају остао све до 1832. године, када је постао прота, након што је дотадашњи прота Јефтимије Ивановић постављен за проту у Вуковару. На овом положају Лазар ће остати до своје смрти.
Након бурног периода 1848-1849. године влада српске Војводине се преселила у Земун и са њом стигао и патријарх Рајачић, који ће са Лазаром постати пријатељ. Прота Савић био је и члан архидијецезалне конзисторије и председник црквене општине.

## Потомство
Син проте Савића, Никола Савић, који је рођен 2. децембра 1832. био је земунски парох и почасни прота, касније и члан архидијецезалне конзисторије. Парох у Земуну био је 7. априла 1857. све до своје смрти септембра 1910. године. После смрти проте Јефтимија Вукадиновића 4. априла 1906. поверена му је управа протопрезвитерата и управљао је све до избора проте Павла Милина. 
Синови Николе Савића и унуци проте Лазара су Душан и Жарко Савић. Душан је био професор средњих школа у Француској, а потом и чиновник у француском министарству у Паризу. Жарко Савић био је управник Српског народног позоришта.